# 卡洛福泰
卡洛福泰（義大利語：Carloforte）是意大利撒丁大区南撒丁省的一个市镇。总面积50.24平方公里，人口6465人，人口密度128.7人/平方公里（2009年）。ISTAT代码为107004。